# The Fluffer
The Fluffer è un film indipendente del 2001, che ruota attorno all'ambiente dell'industria pornografica gay. Il film, scritto e diretto da Wash Westmoreland assieme al compagno Richard Glatzer, è stato selezionato per il Festival di Berlino e per il Toronto International Film Festival.
Nel film appaiono in vari cameo molti volti noti dell'industria pornografica, come Ron Jeremy, il regista Chi Chi LaRue, Derek Cameron, Chad Donovan, Jim Steel, Cole Tucker e molti altri.

## Trama
Sean si è trasferito a Los Angeles per poter lavorare nel mondo del cinema, appassionato di classici si reca in una videoteca per noleggiare Citizen Kane, la commessa sbaglia film e gli consegna Citizen Cum, un film pornografico con protagonista il pornodivo Johnny Rebel. Nel guardare il film, Sean rimane estremamente affascinato dall'aitante porno-attore, tanto da riuscire ad ottenere un colloquio per un lavoro alla Men of Janus, casa produzione per cui lavora in esclusiva Rebel.
Sean viene assunto come apprendista cameraman e riesce ad incontrare il suo idolo, venendo incaricato di stimolare oralmente Johnny, prima della sua prestazione sul set. Sean così conosce Johnny e scopre che il suo vero nome è Michael Rossini (detto Mikey), e che è un eterosessuale che lavora nella pornografia gay come gay a pagamento. Mikey è fidanzato con Julie, che lavora come spogliarellista in un night club sotto lo pseudonimo di Babylon, ma che aspira a diventare attrice.
Sean nonostante l'incontro con un ragazzo di nome Brian, non riesce a togliersi dalla mente Mikey. A causa dell'abuso di metanfetamina, Mikey arriva spesso in ritardo per le riprese dei suoi film, ma a complicargli di più la vita arriva l'inattesa gravidanza di Julie. La carriera di Mikey sta andando a rotoli e dopo l'ennesimo ritardo viene cacciato dalla casa di produzione. Sean viene così costretto a fare da stimolatore per un altro pornodivo. Nel frattempo, dopo l'ennesima lite con Mikey, Julie decide di abortire.
La carriera di Johnny Rebel ormai è finita, come la sua storia con Julie, e si ritrova in ulteriori guai quando Chad Cox, il manager della Men of Janus, viene trovato morto nel suo appartamento. Sospettato del delitto, Mikey chiede aiuto a Sean e assieme scappano in Messico. Inizialmente Mikey, nega ogni coinvolgimento con il delitto, ma in seguito confessa tutto ad un attonito Sean. I due trovano rifugio in un fatiscente motel messicano, e passano la notte a parlare, entrambi si confessano di aver subito degli abusi durante l'infanzia. I due iniziano a piangere e si abbracciano per poi scambiarsi un bacio. In quest'occasione Sean chiama per la prima volta Mikey con il suo vero nome. Quando il mattino seguente, Sean si sveglia, scopre che Mikey è scappato con tutti i suoi soldi.
Sean inizialmente cerca un passaggio per tornare negli Stati Uniti, ma decide di proseguire verso sud, nel luogo in cui lui e Mikey sarebbero dovuti andare. Julie cambia vita, lascia il lavoro e il suo appartamento e guida verso nord, via da Los Angeles. Mikey è in continua fuga attraverso il Messico, commettendo rapine nei market per sopravvivere.

## Riconoscimenti
- 2003 - GayVN Awards
  - Best Alternative Release